# Parcey
Parcey település Franciaországban, Jura megyében. Lakosainak száma 1023 fő (2022. január 1.). Parcey Villette-lès-Dole, Crissey, Dole, Gevry, La Loye, Molay, Nevy-lès-Dole és Rahon községekkel határos.

## Népesség
A település népességének változása:
| Lakosok száma | 676  | 735  | 818  | 937  | 966  | 970  | 974  | 999  | 1004 | 1023 |
|               | 1968 | 1982 | 1990 | 2006 | 2013 | 2015 | 2017 | 2019 | 2020 | 2022 |